# Concile de Ver
Le concile de Ver est un synode organisé par le roi Pépin le Bref et présidé par l'évêque Chrodegang de Metz qui s'est déroulé au palais de Ver (auj. Ver-sur-Launette) en juillet 755. Son intitulé en latin est Pippini Regis Capitulare Vernense Duplex.

## Date et lieu
La localisation de Vernum a été discutée. Les auteurs s'accordent aujourd'hui pour l'identifier à Ver-sur-Launette,. Parmi les identifications aujourd'hui rejetées figuraient Vernon-sur-Seine, Vez et Verneuil-sur-Oise.

## Canons
Le concile adopte vingt-cinq canons.
Il institue entre autres que :
- Le baptême doit avoir lieu dans les paroisses et sous le contrôle de l'évêque[14].
- Le mariage doit être public[15].
- Le contrôle du clergé itinérant et des évêques vaguants est renforcé[16].
- Le clergé est séparé entre les moines vivant in monasterio sub ordine regulari, et les clercs placés sub manu episcopi, sub ordinae canonico[17].

Par ailleurs, Pépin le Bref y édicte la première règle monétaire des Francs, et restaure le monopole royal de la frappe d'une monnaie unique, le denier d'argent.